# Rouilly-Sacey
Rouilly-Sacey – miejscowość i gmina we Francji, w regionie Grand Est, w departamencie Aube.
Według danych na rok 1990 gminę zamieszkiwały 342 osoby, a gęstość zaludnienia wynosiła 18 osób/km².

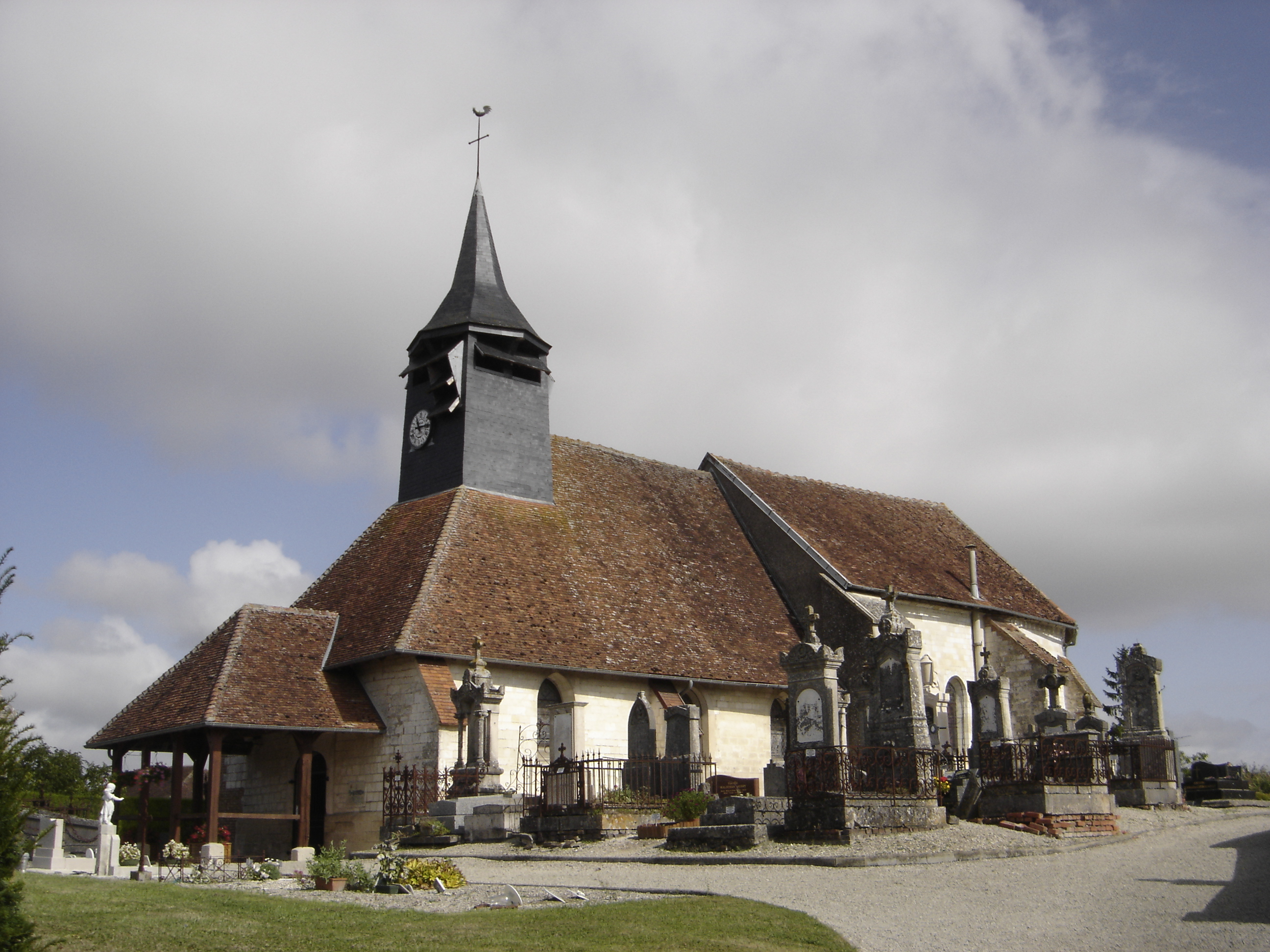
Kościół w Rouilly-Sacey, 2009